# Диселенид гафния
Диселенид гафния — бинарное неорганическое соединение
гафния и селена
с формулой HfSe2,
кристаллы.

## Получение
- Сплавление стехиометрических количеств чистых веществ:

{\displaystyle {\mathsf {Hf+2Se\ {\xrightarrow {T}}\ HfSe_{2}}}}

## Физические свойства
Диселенид гафния образует кристаллы
тригональной сингонии, пространственная группа P 3m1, параметры ячейки a = 0,3784 нм, c = 0,6159 нм, Z = 1,
структура типа дииодида кадмия CdI2
.
Соединение является полупроводником.